# 授權 (法律)

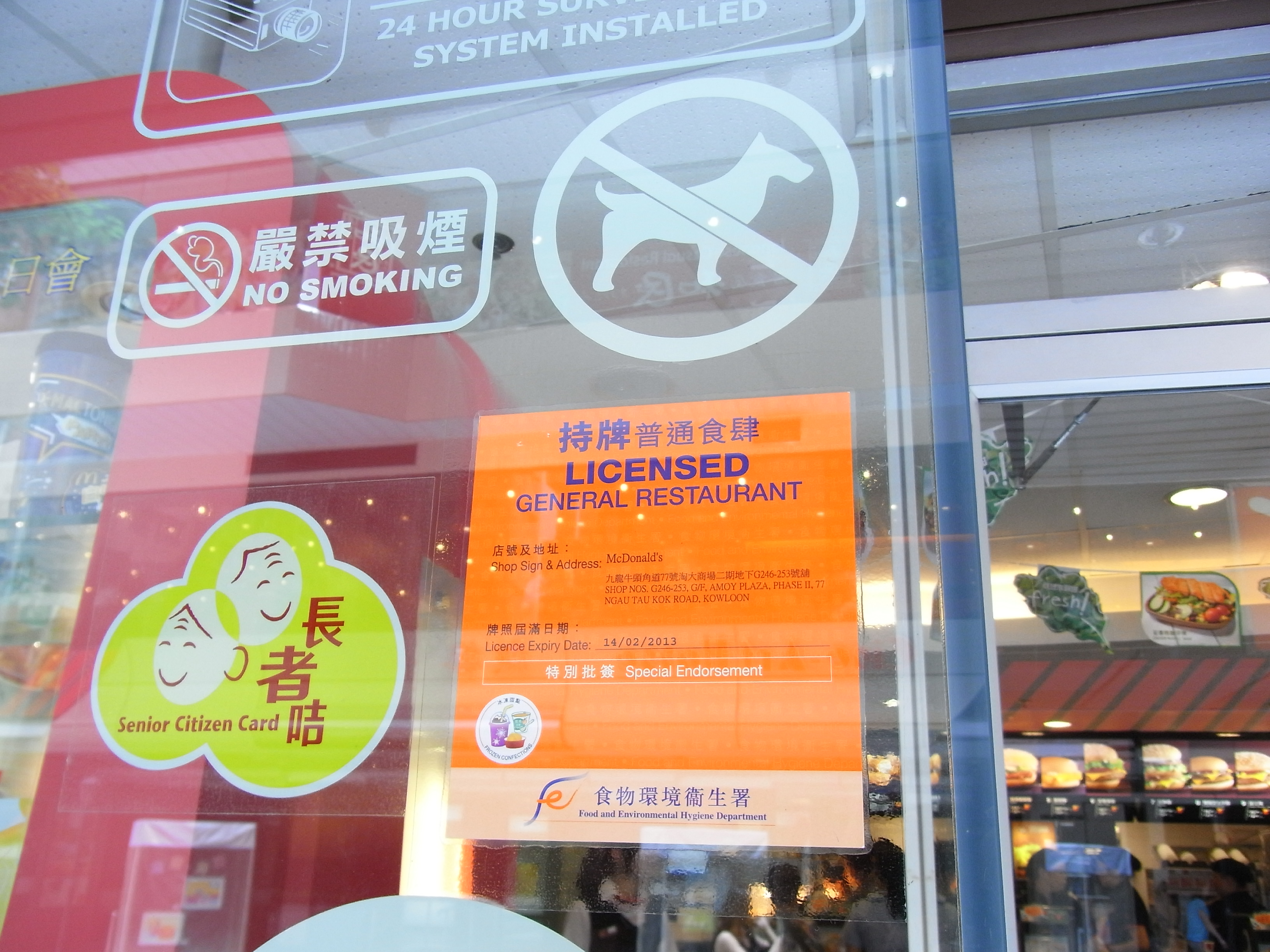
食肆牌照

授權（英語：license）是為避免非法所採取的法律允許行為，亦可以指該允許行為的書面協議。當授權作為名詞指稱協議時，依然稱许可，但實際情況會在其後添加條款或協議等詞。授權人可以向被授權人以書面文件約定授與內容，進行未授權的行為將違法。
英文一詞根據所使用領域和意思不同，譯法亦有所不同：意指允許著作權或智慧財產權時稱為授權，意指允許駕駛交通工具、運輸工具時稱為執照；意指允許經營特定業務時稱為牌照；其他情況有稱許可證者。發出執照、牌照時稱為發牌，發出許可證時稱為發證。

## 外部連結
- 維基教科書中有關FOSS Licensing的文本